# Governo Salmond I
Il governo Salmond I è stato il governo scozzese in carica dal 16 maggio 2007 al 19 maggio 2011 sotto il primo ministro Alex Salmond. L'esecutivo era un governo di minoranza del Partito Nazionale Scozzese, che era diventato la forza più forte nelle elezioni parlamentari del 2007.

## Composizione
| Ministro (Segretario di gabinetto)           | Nome                                   | Partito |
| -------------------------------------------- | -------------------------------------- | ------- |
| Primo ministro                               | Alex Salmond                           | SNP     |
| Vice primo ministro Salute e sviluppo urbano | Nicola Sturgeon                        | SNP     |
| Finanze, lavoro e crescita sostenibile       | John Swinney                           | SNP     |
| Istruzione e apprendimento permanente        | Fiona Hyslop, dal 2009 Michael Russell | SNP     |
| Giustizia                                    | Kenny MacAskill                        | SNP     |
| Ambiente e affari rurali                     | Richard Lochhead                       | SNP     |